# Множественные маньяки
«Множественные маньяки» (англ. Multiple Maniacs) — американская чёрная комедия 1970 года, режиссером, сценаристом, продюсером и композитором которой стал Джон Уотерс. В фильме принимают участие актеры так называемой труппы «Dreamlanders»: Дивайн, Дэвид Локари, Мэри Вивиан Пирс, Минк Стоул, Куки Мюллер, Эдит Мэсси и Джордж Фиггс. Название и сюжет — частичная дань уважения творчеству Хершелу Гордону Льюису, в частности, фильму «Две тысячи маньяков».

## Сюжет
Труппа актёров устраивает в парках шоу под названием «Кавалькада извращений». Финал представления всегда один и тот же: зрителей грабят, а актёры сматываются кто куда. Ведущий шоу — мистер Дэвид влюблен в молодую блондинку Мэри Вивиан Пирс, и задумывает убийство своей подруги — Дивайн. Дивайн же в свою очередь нашла себя в объятиях «религиозной шлюхи» Минк Стоул и планирует убить мистера Дэвида. Вопрос лишь в том, кто окажется проворнее.

## В ролях
- Дивайн — леди Дивайн
- Дэвид Локари — мистер Дэвид
- Мэри Вивиан Пирс — Бонни
- Минк Стоул — Минк
- Куки Мюллер — Куки
- Эдит Мэсси — Эдит / Дева Мария
- Пол Свифт — Стив
- Джордж Фиггс — Иисус Христос
- Рик Морроу — Рикки

## Релиз
Премьера картины прошла в городе Балтимор, штат Мэриленд, США, в местной церкви 10 апреля 1970 года. В 2016 году компания Janus Films, занимающаяся производством артхаусных фильмов, совместно с компанией The Criterion Collection подготовила издание на BR носителе, в связи с этим лента была подвергнута ремастерингу. 17 июня 2016 года восстановленная версия была презентована на Provincetown International Film Festival, а 5 августа 2016 года лента вернулась в прокат. 21 марта 2017 года было выпущено DVD и Blu-ray издание картины, которое содержало комментарии режиссера.

## Критика
В настоящее время фильм имеет 100 % рейтинга «свежести» на сайте Rotten Tomatoes, что является одним из лучших показателей для Уотерса.
Джон Уотерс из The Guardian поставил 3 звезды из 5, написав: «Только Джон Уотерс мог инсценировать бойню в стиле Чарльза Мэнсона, а затем подумать: „Это действительно может быть связано со сценой изнасилования гигантским лобстером“». Джон Чемли из The Globe and Mail оценил фильм на 3,5 звезды из 4 и написал: «Это дешевое, независимое, странное американское кино в его самой враждебной и захватывающей форме». Нил Гензлингер из The New York Times написал: «Это просто интересная веха на пути к более известным работам мистера Уотерса».